# Gnaphosidae
Famille
Synonymes
- Drassidae Sundevall, 1833
- Ammoxenidae Simon, 1893

Les Gnaphosidae sont une famille d'araignées aranéomorphes.

## Distribution

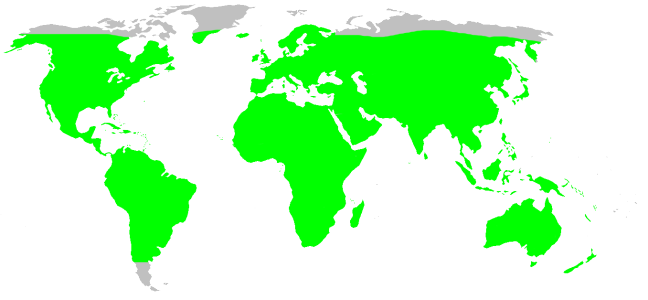
Distribution

Les espèces de cette famille se rencontrent sur tous les continents sauf aux pôles.

## Description

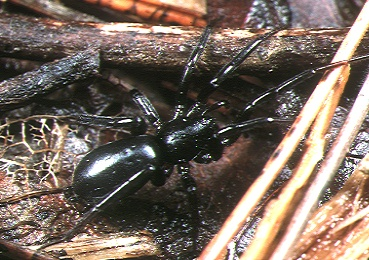
Zelotes iriomotensis

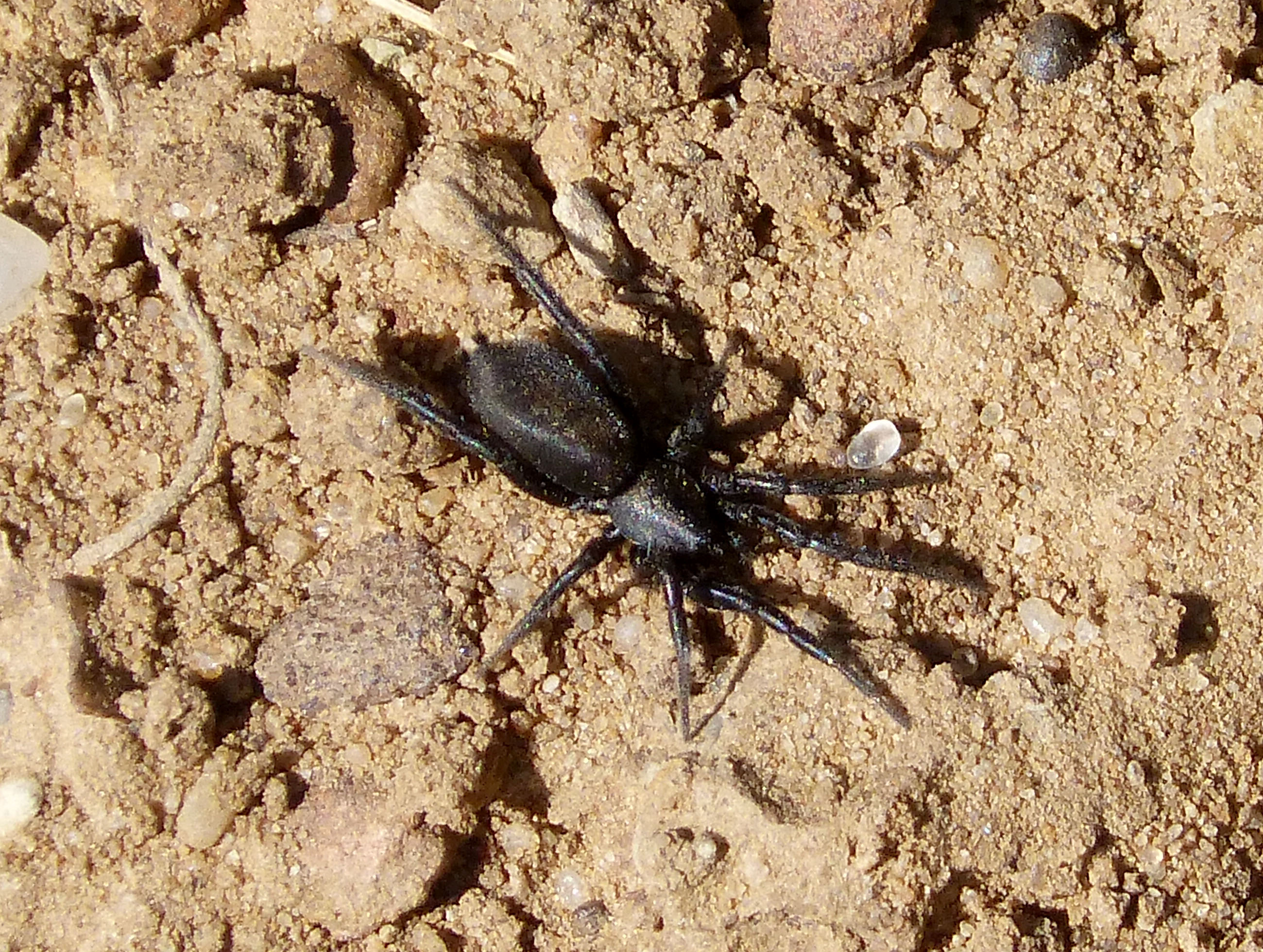
Gnaphosidae

Presque toutes les espèces de cette famille sont nocturnes. Ce sont des araignées chasseresses, qui vivent sous les pierres dans des loges de soie, mais ne construisent pas de toile pour attraper leurs proies.
Elles ont des filières antérieures longues et bien visibles; les yeux médians postérieurs sont rapprochés.

## Paléontologie
Cette famille est connue depuis le Crétacé.

## Liste des genres
Selon World Spider Catalog (version 25.0, 13/03/2024) :
- Afrodrassex Haddad & Booysen, 2022
- Algarvezelotes Wunderlich, 2023
- Allomicythus Ono, 2009
- Allozelotes Yin & Peng, 1998
- Almafuerte Grismado & Carrión, 2017
- Amazoromus Brescovit & Höfer, 1994
- Ammoxenus Simon, 1893
- Amusia Tullgren, 1910
- Anagraphis Simon, 1893
- Anagrina Berland, 1920
- Aneplasa Tucker, 1923
- Anzacia Dalmas, 1919
- Aphantaulax Simon, 1878
- Apodrassodes Vellard, 1924
- Apodrassus Chamberlin, 1916
- Aponetius Kamura, 2020
- Apopyllus Platnick & Shadab, 1984
- Arauchemus Ott & Brescovit, 2012
- Asemesthes Simon, 1887
- Asiabadus Roewer, 1961
- Australoechemus Schmidt & Piepho, 1994
- Austrammo Platnick, 2002
- Avstroneulanda Zakharov & Ovtsharenko, 2022
- Barrowammo Platnick, 2002
- Benoitodes Platnick, 1993
- Berinda Roewer, 1928
- Berlandina Dalmas, 1922
- Cabanadrassus Mello-Leitão, 1941
- Callilepis Westring, 1874
- Callipelis Zamani & Marusik, 2017
- Camillina Berland, 1919
- Canariognapha Wunderlich, 2011
- Ceryerda Simon, 1909
- Cesonia Simon, 1893
- Chatzakia Lissner & Bosmans, 2016
- Civizelotes Senglet, 2012
- Cladothela Kishida, 1928
- Coillina Yin & Peng, 1998
- Coreodrassus Paik, 1984
- Cryptodrassus Miller, 1943
- Cryptoerithus Rainbow, 1915
- Cubanopyllus Alayón & Platnick, 1993
- Dai Liu & Zhang, 2024
- Diaphractus Purcell, 1907
- Drassodes Westring, 1851
- Drassodex Murphy, 2007
- Drassyllus Chamberlin, 1922
- Echemella Strand, 1906
- Echemographis Caporiacco, 1955
- Echemoides Mello-Leitão, 1938
- Echemus Simon, 1878
- Eilica Keyserling, 1891
- Encoptarthria Main, 1954
- Epicharitus Rainbow, 1916
- Fedotovia Charitonov, 1946
- Gaviphosa Sankaran, 2021
- Gertschosa Platnick & Shadab, 1981
- Gnaphosa Latreille, 1804
- Haplodrassus Chamberlin, 1922
- Herpyllus Hentz, 1832
- Heser Tuneva, 2004
- Hitobia Kamura, 1992
- Homoeothele Simon, 1908
- Hongkongia Song & Zhu, 1998
- Hotwheels Liu & Zhang, 2024
- Hypodrassodes Dalmas, 1919
- Ibala Fitzpatrick, 2009
- Intruda Forster, 1979
- Iranotricha Zamani & Marusik, 2018
- Kaitawa Forster, 1979
- Kikongo Rodrigues & Rheims, 2020
- Kishidaia Yaginuma, 1960
- Kituba Rodrigues & Rheims, 2020
- Ladissa Simon, 1907
- Laronius Platnick & Deeleman-Reinhold, 2001
- Lasophorus Chatzaki, 2018
- Latica Silva, Guerrero, Bidegaray-Batista & Simó, 2020
- Latonigena Simon, 1893
- Leptodrassex Murphy, 2007
- Leptodrassus Simon, 1878
- Leptopilos Levy, 2009
- Litopyllus Chamberlin, 1922
- Macarophaeus Wunderlich, 2011
- Marinarozelotes Ponomarev, 2020
- Marjanus Chatzaki, 2018
- Marusik Lin & Li, 2023
- Matua Forster, 1979
- Megamyrmaekion Reuss, 1834
- Meizhelan Lin & Li, 2023
- Micaria Westring, 1851
- Microdrassus Dalmas, 1919
- Microsa Platnick & Shadab, 1977
- Micythus Thorell, 1897
- Minosia Dalmas, 1921
- Minosiella Dalmas, 1921
- Molycria Simon, 1887
- Montebello Hogg, 1914
- Myandra Simon, 1887
- Nauhea Forster, 1979
- Neodrassex Ott, 2012
- Nodocion Chamberlin, 1922
- Nomindra Platnick & Baehr, 2006
- Nomisia Dalmas, 1921
- Notiodrassus Bryant, 1935
- Odontodrassus Jézéquel, 1965
- Orodrassus Chamberlin, 1922
- Parabonna Mello-Leitão, 1947
- Parasyrisca Schenkel, 1963
- Phaeocedus Simon, 1893
- Platnickus Liu & Zhang, 2023
- Poecilochroa Westring, 1874
- Pseudodrassus Caporiacco, 1935
- Pterotricha Kulczyński, 1903
- Pterotrichina Dalmas, 1921
- Rastellus Platnick & Griffin, 1990
- Sanitubius Kamura, 2001
- Scopoides Platnick, 1989
- Scotocesonia Caporiacco, 1947
- Scotognapha Dalmas, 1920
- Scotophaeus Simon, 1893
- Sergiolus Simon, 1892
- Sernokorba Kamura, 1992
- Setaphis Simon, 1893
- Shaitan Kovblyuk, Kastrygina & Marusik, 2013
- Shiragaia Paik, 1992
- Sidydrassus Esyunin & Tuneva, 2002
- Smionia Dalmas, 1920
- Solitudes Lin & Li, 2020
- Sosticus Chamberlin, 1922
- Symphanodes Rainbow, 1916
- Synaphosus Platnick & Shadab, 1980
- Talanites Simon, 1893
- Talanitoides Levy, 2009
- Titus O. Pickard-Cambridge, 1901
- Trachyzelotes Lohmander, 1944
- Trephopoda Tucker, 1923
- Trichothyse Tucker, 1923
- Turkozelotes Kovblyuk & Seyyar, 2009
- Urozelotes Mello-Leitão, 1938
- Verita Ramírez & Grismado, 2016
- Wesmaldra Platnick & Baehr, 2006
- Wydundra Platnick & Baehr, 2006
- Xerophaeus Purcell, 1907
- Xizangiana Sherwood, Li & Zhang, 2022
- Yoruba Rodrigues & Rheims, 2020
- Yuqilin Lin & Li, 2023
- Zagrotes Zamani, Chatzaki, Esyunin & Marusik, 2021
- Zelanda Özdikmen, 2009
- Zelominor Snazell & Murphy, 1997
- Zelotes Gistel, 1848
- Zelotibia Russell-Smith & Murphy, 2005
- Zelowan Murphy & Russell-Smith, 2010
- Zimiromus Banks, 1914

Selon World Spider Catalog (version 23.5, 2023) :
- † Captrix Petrunkevitch, 1942
- † Drassyllinus Wunderlich, 1988
- † Eognaphosops Wunderlich, 2011
- † Eomactator Petrunkevitch, 1958
- † Palaeodrassus Petrunkevitch, 1922
- † Zelotetis Wunderlich, 2011

## Systématique et taxinomie
Cette famille a été décrite par Banks en 1892 comme tribu des Drassidae. Platnick en 1990 la redéfinie. 
Les Ammoxenidae ont été placés en synonymie par Azevedo, Bougie, Carboni, Hedin et Ramírez en 2022.
Les Prodidomidae, placés en synonymie par Azevedo, Griswold et Santos en 2018 ont été relevés de synonymie par Azevedo, Bougie, Carboni, Hedin et Ramírez en 2022.
Cette famille rassemble 2 474 espèces dans 153 genres.

## Publication originale
- Banks, 1892 : « A classification of North American spiders. » Canadian Entomologist, vol. 24, p. 88-97 (texte intégral).